# آرثر فريد
آرثر فريد (بالإنجليزية: Arthur Freed)‏ هو منتج أفلام وكاتب أغاني وملحن وكاتب سيناريو وشاعر وممثل أمريكي، ولد في 9 سبتمبر 1894 في الولايات المتحدة، وتوفي في 12 أبريل 1973 بلوس أنجلوس في الولايات المتحدة. من الجوائز التي نالها جائزة الأوسكار لأفضل فيلم عن عمل أمريكي في باريس وجائزة الأوسكار لأفضل فيلم عن عمل جيجي.

## أعمال

### أفلام
- (1935) لحن برودواي لعام 1936
- (1939) ساحر أوز
- (1940) بداية العزف
- (1946) فتيات هارفي
- (1948) عرض عيد الفصح
- (1950) آني تأخذ سلاحك
- (1950) يوم في المدينة
- (1951) أمريكي في باريس
- (1952) لنغني تحت المطر[10][11]
- (1958) جيجي

## جوائز
- جائزة الأوسكار لأفضل فيلم، عن عمل: أمريكي في باريس
- جائزة الأوسكار لأفضل فيلم، عن عمل: جيجي

## وصلات خارجية
- آرثر فريد على موقع IMDb (الإنجليزية)
- آرثر فريد على موقع الموسوعة البريطانية (الإنجليزية)
- آرثر فريد على موقع ألو سيني (الفرنسية)
- آرثر فريد على موقع ميوزك برينز (الإنجليزية)
- آرثر فريد على موقع أول موفي (الإنجليزية)
- آرثر فريد على موقع قاعدة بيانات برودواي على الإنترنت (الإنجليزية)
- آرثر فريد على موقع قاعدة بيانات الأفلام السويدية (السويدية)
- آرثر فريد على موقع إن إن دي بي (الإنجليزية)
- آرثر فريد على موقع أول ميوزيك (الإنجليزية)
- آرثر فريد على موقع ديسكوغز (الإنجليزية)